# Selenia albilinearia
Selenia albilinearia är en fjärilsart som beskrevs av William Schaus 1901. Selenia albilinearia ingår i släktet Selenia och familjen mätare. Inga underarter finns listade.